# Saimiri ustus
Singe-écureuil brésilien, Singe-écureuil cinabre
Espèce
Statut de conservation UICN

 NT  : Quasi menacé
Statut CITES
Le Singe-écureuil brésilien ou Singe-écureuil cinabre (Saimiri ustus) est une espèce de primate de la famille des Cebidae.

## Taxonomie
Naguère sous-espèce du Saïmiri commun, il a été élevé au rang d’espèce en 1984. Certains auteurs pensent que sa dénomination latine devrait être Saimiri madeirae.

## Distribution
Brésil. Entre le Rio Purús à l’ouest et le Rio Xingú à l’est, au sud de l’Amazone. Jusqu’à 100 m d’altitude. Présent dans les États d’Amazonas, du Pará, du nord du Mato Grosso et du Rondônia (dans le sud de ce dernier, en direction du Río Guaporé-Iteñez, il semblerait qu’il soit remplacé par le Saïmiri de Bolivie). Observé plus à l’ouest dans la région du lac Téfé.

## Hybridation
Il existe plusieurs sites d’hybridation avec le Saïmiri des Guyanes (S. sciureus sciureus), notamment dans quatre localités juste le long de l’embouchure du Rio Tapajós (autour de la ville de Belterra), entre les bas Rios Madeira et Tapajós, ainsi que beaucoup plus à l’ouest sur les rives du lac Téfé (au-delà de la limite théorique occidentale des deux taxa concernés).

## Habitat
Forêt inondable (igapó) entre mars et avril, à la fin de la saison des pluies.

## Sympatrie et association
Probablement sympatrique voire parapatrique du Saïmiri de Bolivie (S. boliviensis boliviensis) en des sites sporadiques entre le lac Téfé à l’ouest et le Rio Purus à l’est juste au sud de l’Amazone. Sympatrique du Saïmiri des Guyanes (S. sciureus sciureus) sans hybridation autour du lac Beruri à l’embouchure du Rio Purús et à Borba juste au sud de Manaus. S’associe avec le Capucin huppé du Tambopata (Cebus libidinosus pallidus) et le Saki à nez blanc (Chiropotes albinasus) en Bolivie.

## Description
Ressemble fort au Saïmiri commun (S. sciureus) avec cette différence qu’il a des oreilles nues (sans touffes) plus visibles et qu’il est un peu plus grand. Dos doré. Dessous blanchâtre. Avant-bras agouti ou orangés au sud de la distribution. Pieds et mains orangés ou jaunâtres. Couronne agouti, davantage teintée de jaunâtre chez les spécimens du bas Rio Tapajós. La femelle arbore une bande temporale (absente chez le mâle). Arche au-dessus des yeux de type Gothique (en pointe). Un test effectué sur un groupe de ces primates a montré que 24 % d’entre eux étaient porteurs sains de la malaria. On pense que les grands attroupements attirent davantage les moustiques et favorisent l’augmentation du taux d’infection.

## Mensurations
Corps 31 cm. Queue 44 cm. Poids de 0,62 à 1,2 kg (mâle) et de 0,71 à 0,88 kg (femelle). Caryotype : 2n = 44.

## Comportements basiques
Diurne. Arboricole.

## Alimentation
Frugivore-insectivore.

## Taille du groupe
De 10 à 50.

## Structure sociale et système de reproduction
Groupe multimâle-multifemelle. Polygamie.

## Conservation
R. d’Uwasu (limite nord-occidentale de l’espèce), R. de Piagaçu-Purús, R. de Catuá-Ipixuna, R. de Cujubim, PN de Pacaás Novos, SE de Samuel, SE d’Iquê-Juruena, PN d’Amazonie et Refuge amazonien du Xingú (Brésil). PN de Noel Kempff Mercado (frontière Brésil/Bolivie).